# Durio
A Durio a mályvavirágúak (Malvales) rendjébe és a mályvafélék (Malvaceae) családjába tartozó nemzetség.

## Tudnivalók
A Durio-fajok Dél- és Délkelet-Ázsiában őshonos gyümölcsfák. Fajtól függően 25-50 méter magasra is megnőhetnek. Örökzöld leveleik 10-18 centiméter hosszúak, elliptikusak vagy négyzetszerűen hosszúkásak. A virágzatai 3-30 darab, 5 szirmú virágból tevődnek össze, és egyenest a törzsből bújnak elő. A gyümölcseik nagyok; a legnagyobbé 30 centiméter hosszú, 15 centiméter átmérőjű és akár 3 kilogramm tömegű. Embernek és számos más állatnak szolgálnak táplálékul.

## Rendszerezés
A nemzetségbe az alábbi 32 faj tartozik:
- Durio acutifolius (Mast.) Kosterm.
- Durio affinis Becc.
- Durio beccarianus Kosterm. & Soegeng
- Durio bruneiensis Kosterm.
- Durio bukitrayaensis Kosterm.
- Durio burmanicus Soegeng
- Durio carinatus Mast.
- Durio ceylanicus Gardner
- Durio crassipes Kosterm. & Soegeng
- Durio dulcis Becc.
- Durio excelsus (Korth.) Bakh.
- Durio grandiflorus (Mast.) Kosterm. & Soegeng
- Durio graveolens Becc.
- Durio griffithii (Mast.) Bakh.
- Durio kinabaluensis Kosterm. & Soegeng
- Durio kutejensis (Hassk.) Becc.
- Durio lanceolatus Mast.
- Durio lissocarpus Mast.
- Durio lowianus Scort. ex King
- Durio macrantha Kosterm.
- Durio macrolepis Kosterm.
- Durio macrophyllus (King) Ridl.
- Durio malaccensis Planch. ex Mast.
- Durio mansonii (Gamble) Bakh.
- Durio oblongus Mast.
- Durio oxleyanus Griff.
- Durio pinangianus (Becc.) Ridl.
- Durio purpureus Kosterm. & Soegeng
- Durio singaporensis Ridl.
- Durio testudinarius Becc.
- durián (Durio zibethinus) L. - típusfaj
- Durio wyatt-smithii Kosterm.

### Fordítás
- Ez a szócikk részben vagy egészben  a   Durian című angol Wikipédia-szócikk ezen változatának fordításán alapul.  Az eredeti cikk szerkesztőit annak laptörténete sorolja fel. Ez a jelzés csupán a megfogalmazás eredetét és a szerzői jogokat jelzi, nem szolgál a cikkben szereplő információk forrásmegjelöléseként.